# Oligonicella
Oligonicella es un género de mantis (insecto del orden Mantodea) de la familia Thespidae. Es originaria de África y Eurasia.

## Especies
Contiene las siguientes especie:
- Oligonicella bolliana
- Oligonicella brunneri
- Oligonicella punctulata
- Oligonicella scudderi
- Oligonicella striolata
- Oligonicella tessellata
- Oligonicella mexicana